# 萨赖嘎特大桥
薩賴嘎特大橋是印度阿薩姆邦的一座公鐵兩用橋梁，橫跨布拉馬普特拉河，連接了該邦最大的城市——古瓦哈提。這座橋梁的全長為1,492米。

## 技術
薩賴嘎特大橋共有12個橋跨。橋梁的下部為鐵路線，最初設計為雙線米軌鐵路，現已改為單線寬軌鐵路。上部為公路橋，橋面寬度為24英尺，兩側設有6英尺寬的人行道。在正常高水位時，橋下的通航淨空高度為40英尺。

## 歷史

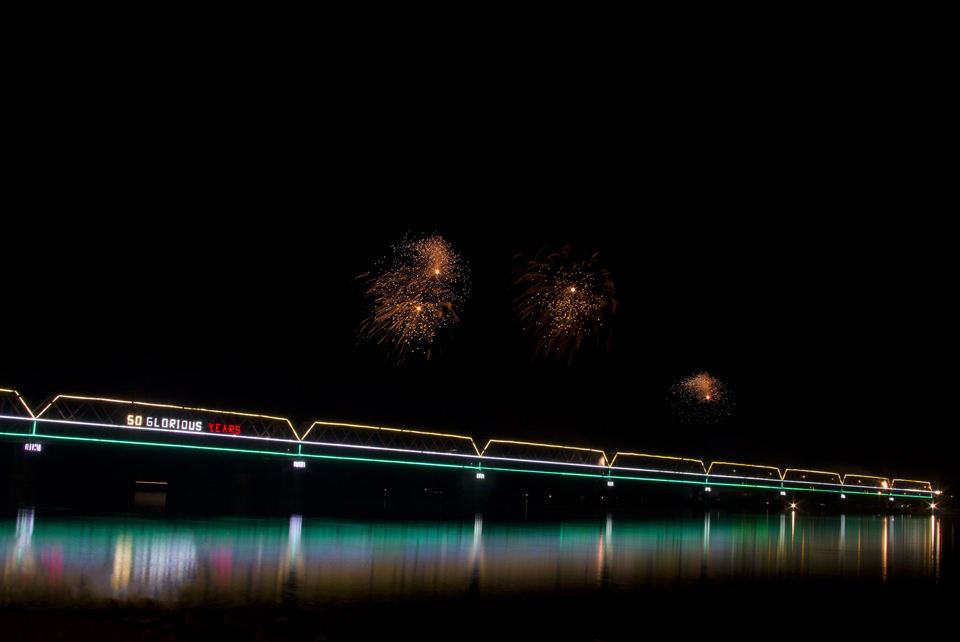
2012年6月11日举办的萨赖嘎特大桥50周年庆典

在1910年，英印殖民政府開始醞釀在布拉馬普特拉河上建橋的想法。第二次世界大戰期間出现建橋需求。1942-1943年布拉馬普特拉河特大洪水，讓人懷疑邦蓋岡和亞敏貢之間的鐵路線的穩定性。
印度政府于1958年列入國家財政預算，1959年1月開工，1962年4月完工。為布拉馬普特拉河上第一座鐵路公路兩用大橋。耗資1.0652億盧比，為印度東北邊境鐵路局所建造。技術負責人B.C. Ganguli，由印度斯坦建築有限公司施工。使用了鋼材14,000噸，40,000噸水泥，1億立方英尺土方。薩賴嘎特大橋在印度總理尼赫魯的督促下，剛好在中印戰爭爆發時完工，對印度軍隊的戰勤有巨大的支持作用。1962年9月23日鐵路橋通車，1962年10月31日開行鐵路貨運，1963年6月7日開通客運列車。2012年6月11日舉辦的薩賴嘎特大橋50週年慶典，印度理工學院古瓦哈提分校的專家确定大橋工況良好。
目前，一座新的三車道的混凝土梁公路橋正在薩賴嘎特大橋西側建造中。